# 自由海論

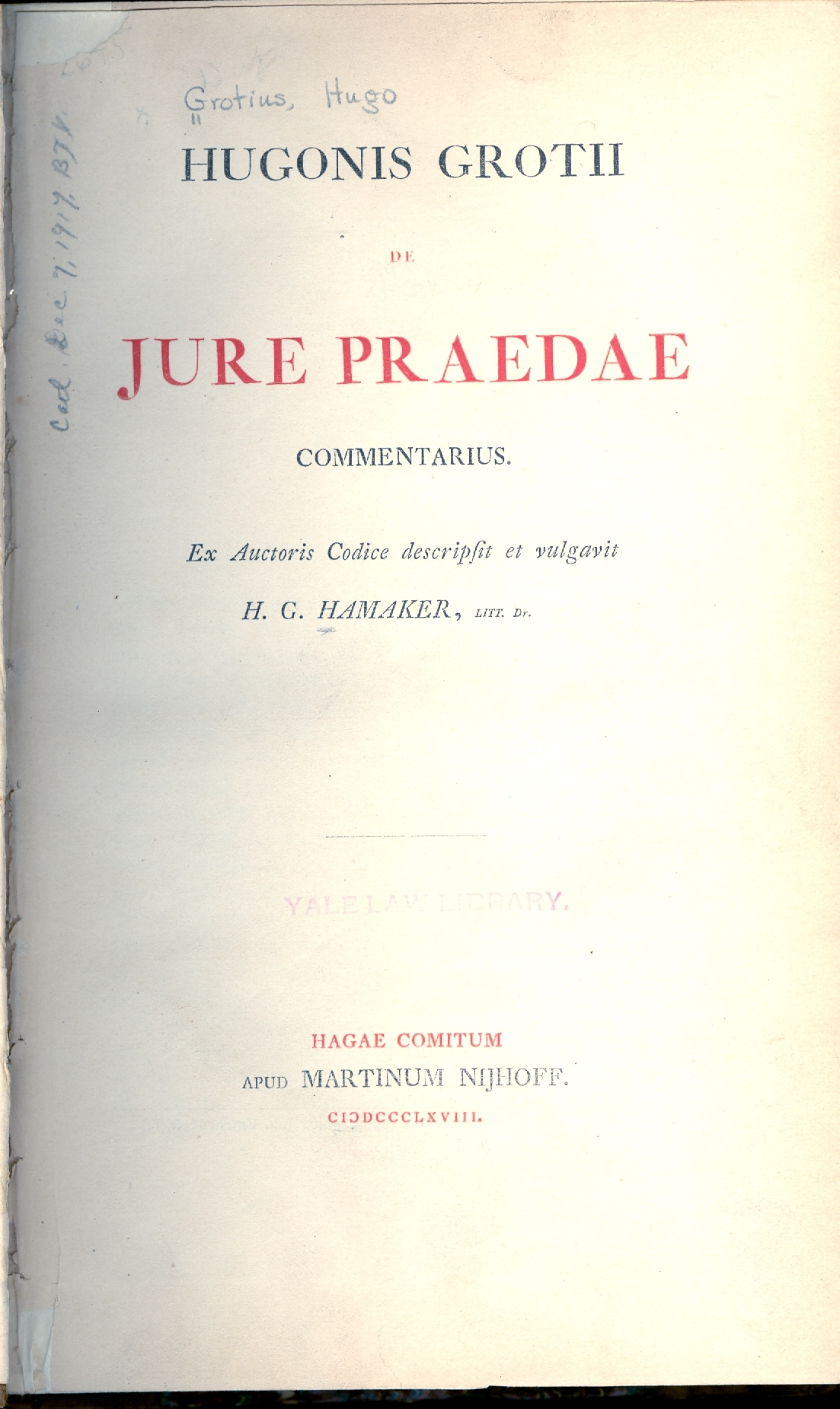
『捕獲法論』の表紙。『自由海論』は『捕獲法論』第12章として書かれたものに修正を加えたものだった。

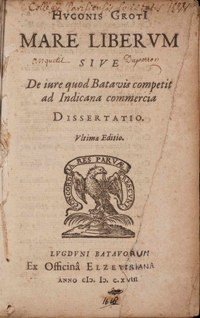
グロティウスの名が記された1618年公刊の『自由海論』第2版の表紙。

『自由海論』（じゆうかいろん、ラテン語: Mare Liberum）は、フーゴー・グロティウスによってラテン語で書かれ1609年に初版が刊行された本。『海洋自由論』、『海洋の自由』と翻訳されることもある。正確な題名は『自由海論、インド貿易に関してオランダに帰属する権利について』(Mare Liberum, sive de jure quod Batavis competit ad Indicana commercia dissertatio)という。『戦争と平和の法』（ラテン語:De jure belli ac pacis）と並び「国際法の父」といわれるグロティウスが著わした代表的な法学書のひとつである。母国オランダの立場を擁護する観点から海洋の自由を論じ、それを論拠としてすべての人が東インドとの通商に参加する権利を有するとして、オランダは東インドとの通商を継続すべきであることを主張した。『捕獲法論』（ラテン語:De jure praedae）がグロティウスの死後の1864年に発見されたことにより、この『自由海論』は『捕獲法論』の第12章として書かれたものに修正を加えたものであったことが明らかになった。『自由海論』は学術的論争の発端となり、その後の近代的な海洋法秩序形成を促すこととなった。現代の公海に関する制度にはこの『自由海論』で論じられた理論に起源をもつものもある。

## 出版の経緯

### 『捕獲法論』執筆
グロティウスが『捕獲法論』を執筆したのは1604年秋から1605年春の間、グロティウスが22歳のころで、改訂作業まで含めると執筆のすべてが終わったのは1606年秋のころといわれる。執筆のきっかけは1603年2月25日にアムステルダムの船主組合で商船隊を指揮していたヘームスケルク提督(グロティウスの父方の祖母の弟)がマラッカ海峡でポルトガルの商船カタリナ号を捕獲した事件であった。この事件に関してオランダの海事裁判所で裁判が行われ、1604年9月9日に船主組合と合併した東インド会社に有利な判決が下され、捕獲によって得た品々を東インド会社が合法的に没収することができることが認められた。しかしこのような強引な手段によって利益を受けることはキリスト教の教えに反するとして東インド会社の一部の者たちはこの捕獲によって利益を受けることを拒み、そのなかには会社を脱退したり新たに会社を立ち上げる計画を立てる者もあらわれるなど、このとき東インド会社は混乱に陥った。現在では裁判の資料が焼失しているために確証はないが、当時グロティウスがアムステルダムで弁護士をしていたこと、グロティウス自身が東インド会社と密接な関係にあることを書簡の中で述べていたこと、執筆にあたってグロティウスが東インド会社の資料を利用していること、以上の理由から、グロティウスが『捕獲法論』を執筆したのは、こうした混乱の中で東インド会社からこのカタリナ号捕獲の正当性を論証し同社の立場を弁護することを要請されたためといわれている。

### 『自由海論』出版
グロティウスがこの『捕獲法論』第12章をもとにして『自由海論』を著わそうという考えに至ったのは1608年11月のことであったといわれる。オランダのスペインに対する独立戦争の和平交渉が1607年からはじめられたが、スペインは当時密接な関係にあったポルトガルの立場を支持してオランダが東インド通商に参加することに難色を示した、スペインはオランダ独立を承認する代わりに東インド会社のアジアから撤退することを要求した。これに対し東インド会社はオランダがスペインに譲歩することを嫌い、オランダ国内の世論に東インドとの交易の必要性を訴えるためにグロティウスに要請し、グロティウスが著わしたのが『自由海論』であったといわれる。なぜグロティウスは『自由海論』のみを出版し『捕獲法論』を未刊のままとしたのかについては定かではなく様々な憶測があるが、九州大学法学部教授伊藤不二男は東インド会社の活動がオランダ国民に大きな利益をもたらすことが明らかとなって会社に対する批判が少なくなったために、もともと会社を擁護するために書かれた『捕獲法論』を刊行する必要がなくなったからではないかと指摘する。あるいは同じく九州大学教授の柳原正治は、スペインからの東インド貿易放棄の提案に対し英仏が明確に反対の意を表さなかったことから、交渉の実質的責任者でありグロティウスの上司でもあったヨハン・ファン・オルデンバルネフェルトが政治的理由から航行や交易の自由を真正面から論じた『捕獲法論』の出版をこころよく思わず、グロティウスもオルデンバルネフェルトの許可なしには出版することができなかったのではないかと指摘する。しかし『捕獲法論』未刊の理由に関しては確定的な資料はない。『自由海論』の初版は匿名で出版され、グロティウスの名が記されるようになったのは1614年のオランダ語訳において、ラテン語のものでは1618年に出版された第2版のことであった。『自由海論』を匿名で出版した理由について、グロティウスは1613年から1616年にかけて執筆した『ウィリアム・ウェルウッドによって反論された自由海論第5章の弁明』(Defensio Capitis Quinti Maris Liberi Oppugnati a Guilielmo Welwod)のなかで、他人の評価を探り、そして反論された際にはその反論についてもっと正確に考察することが自らにとって安全であるからと述べている。

### 『捕獲法論』発見
グロティウス死後の1864年、グロティウスの子孫コロネー・ドゥ・フロート家においてグロティウスの原稿がみつかり、同家の依頼でこの原稿がオランダの書店マルティヌス・ナイホフで競売にかけられた。このなかに「未刊の自筆の原稿。第12章の一部だけが、自由海論の表題で1609年に公刊された。」という目録が付された全280頁の原稿が発見された。これが　『捕獲法論』である。このときまで『自由海論』ははじめから独立した著書として書かれたものであると信じられていた。この『捕獲法論』の原稿はライデン大学法学部が落札し1868年に公刊された。#『捕獲法論』第12章との比較も参照。

## 内容
『自由海論』は、初版においては全体で80頁弱、序の章を除くと66頁程度、全13章からなる。各章は以下の通り。
| #      | 日本語訳 | ラテン語原文                                                                                  | 頁番号 |
| ------ | --- | --------------------------------------------------------------------------------------------- | ------ |
| 序文   | キリスト教世界の諸君主と自由な諸国民に対して。                                                                   | Ad principes popvlosqve liberos orbis christiani                                              | -      |
| 第1章  | 航行は、万民法によってなに人にも自由である。                                                                     | Jure gentium quibusvis ad quosvis liberam esse navigationem                                   | 1-4    |
| 第2章  | ポルトガル人は、オランダ人が航行する東インド諸島に対して、発見によっていかなる支配権をも有しない。               | Lusitanos nullum habere ius dominii in eos Indos ad quos Batavi navigant titulo inventionis   | 4-7    |
| 第3章  | ポルトガル人は、東インド諸島に対して、教皇の贈与によって支配権を有しない。                                       | Lusitanos in Indos non habere ius dominii titulo donationis Pontificiae                       | 7-9    |
| 第4章  | ポルトガル人は、インド人に対して、戦争にもとづいて支配権を有しない。                                             | Lusitanos in Indos non habere ius dominii titulo belli                                        | 9-13   |
| 第5章  | インド人のところへ行くまでの海と、その海を航行する権利は、占有によってポルトガル人の独占とはならない。           | Mare ad Indos aut ius eo navigandi non esse proprium Lusitanorum titulo occupationis          | 13-36  |
| 第6章  | 海と航行の権利は、教皇の贈与によってポルトガル人の独占とはならない。                                             | Mare aut ius navigandi proprium non esse Lusitanorum titulo donationis Pontificiae            | 36-38  |
| 第7章  | 海と航行の権利は、時効や慣習によってポルトガル人の独占とはならない。                                             | Mare aut ius navigandi proprium non esse Lusitanorum titulo praescriptionis aut consuetudinis | 38-51  |
| 第8章  | 通商は、万民法によっていかなる人の間においても自由である。                                                       | Iure gentium inter quosvis liberam esse mercaturam                                            | 52-54  |
| 第9章  | 東インドとの通商は、先占によってポルトガル人の独占とはならない。                                                 | Mercaturam cum Indis propriam non esse Lusitanorum titulo occupationis                        | 55     |
| 第10章 | 東インドとの通商は、教皇の贈与によってもポルトガル人の独占とはならない。                                         | Mercaturam cum Indis propriam non esse Lusitanorum titulo donationis Pontificiae              | 55-56  |
| 第11章 | インド人との通商は、時効や慣習によってもポルトガル人の独占とはならない。                                         | Mercaturam cum Indis non esse Lusitanorum propriam iure praescriptionis aut consuetudinis     | 57-59  |
| 第12章 | ポルトガル人が通商を禁止するのは、衡平にもとづいても、いかなる支持をもうけない。                                 | Nulla aequitate niti Lusitanos in prohibendo commercio                                        | 59-62  |
| 第13章 | オランダ人は、インド人との通商の権利を、平和のときでも、休戦のときでも、戦争のときでも、維持しなければならない。 | Batavis ius commercii Indicani qua pace, qua indutiis, qua bello retinendum                   | 62-66  |

### 構成
序文では、海洋に関する問題解決のため、普遍的人類社会の思想を説き、キリスト教世界に対し問題の審議を求めている。この問題とはスペインとオランダの間で争われている、一国が大洋を領有できるのか、他国民同士の通商や交通を禁止することができるのか、他人の物を他人に与えることができるのか、他人の物を発見したという理由で取得することができるのか、という論争であるとしている。そしてこの問題は、普遍的人類社会の法である万民法によって解決されなければならないとしている。この序文は『自由海論』のもととなった『捕獲法論』第12章にはなかったもので、『自由海論』に初めて書かれたものであった。そして本文ではふたつの命題を示し、以下のように『自由海論』はこのふたつの命題を論証する内容構成となっている。
| 命題 | 航行の自由。万民法により航行の自由はすべての人が有していて、そのためポルトガル人はオランダ人が東インドに航行し東インド住民と通商を行うことを妨げることはできない(1章)。                              | 航行の自由。万民法により航行の自由はすべての人が有していて、そのためポルトガル人はオランダ人が東インドに航行し東インド住民と通商を行うことを妨げることはできない(1章)。                              |
| 論証 | 支配権否認。ポルトガル人は東インドの支配者ではない(2-4章)。 | 海洋の自由。ポルトガル人は東インドへとつながる海の支配者ではない(5-7章)。 |
| 命題 | 通商の自由。万民法によりすべての人々の間で通商が自由であり、ポルトガル人が東インド人と通商を行う独占的な権利を有しているわけではない(8章)。                                                          | 通商の自由。万民法によりすべての人々の間で通商が自由であり、ポルトガル人が東インド人と通商を行う独占的な権利を有しているわけではない(8章)。                                                          |
| 論証 | 先占によっても(9章)、教皇の贈与によっても(10章)、時効や慣習によっても(11章)、衡平上も(12章)、ポルトガル人は東インドとの通商権の独占を主張できない。                                                  | 先占によっても(9章)、教皇の贈与によっても(10章)、時効や慣習によっても(11章)、衡平上も(12章)、ポルトガル人は東インドとの通商権の独占を主張できない。                                                  |
| 結論 | 平和条約が成立しても、休戦条約が結ばれるだけにとどまるのであっても、戦争が続行されることになったとしても、どのようなときであってもオランダ人は東インドとの通商の自由を維持しなければならない(13章)。 | 平和条約が成立しても、休戦条約が結ばれるだけにとどまるのであっても、戦争が続行されることになったとしても、どのようなときであってもオランダ人は東インドとの通商の自由を維持しなければならない(13章)。 |

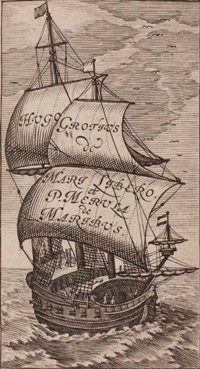
『自由海論』イタリア語訳1633年版の表紙に描かれた船の絵。

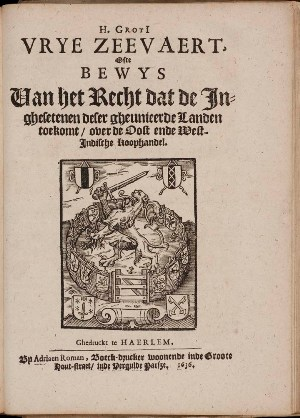
『自由海論』オランダ語訳1636年版の表紙。

上記のように、この『自由海論』は"Mare Liberum"（これを日本語に正確に直訳すると「自由海」）という表題となっているにもかかわらず、主に説かれているのは通商の自由であり、海洋の自由については通商の自由を論証するための根拠として一部に述べられているにしか過ぎない。つまり全体としては、万民法により東インドとの通商がすべての人に自由であるために、オランダ人もまたその通商に参加する権利を有している、という論旨であり、オランダや東インド会社のプロパガンダとしての側面も大きい。グロティウス自身も出版から28年後の1637年に、『自由海論』は母国愛に基づいて執筆された若いころの著作だと振り返っている。

### 航行の自由
ひとつ目の命題である航行の自由は、支配権の否認、そして海洋の自由の2点にわけて論じられている。ポルトガル人は発見によっても、教皇の贈与によっても、戦争によっても、東インドの支配権を取得したことはないし（支配権否認）、発見によっても、教皇の贈与によっても、時効や慣習によっても、東インドへとつながる航路の独占を主張できない（海洋の自由）、という論旨である。

#### 支配権否認
グロティウスは次のように述べて東インドに対するポルトガル人の支配権を否認した。支配するためには所有が必要であるが、ポルトガル人は東インドを所有や領有したことはない。発見によってポルトガル人が東インドを取得したと主張されることはあるが、ポルトガル人が東インドに初めて行ったときよりも以前から東インドという土地は知られていたしそこには住民もいた。教皇アレクサンデル6世による分割（デマルカシオン）はスペインとポルトガルの2国間だけのことであって他国には関係のないことであり、また教皇は宗教上の管轄権を有しているだけで全世界の世俗的支配者ではなく、異教徒の土地である東インドを贈与する権限は教皇にはない。戦争によって支配権を確立することはできるがそれは占領の後のことであり、ポルトガル人は東インドを占領したことがないばかりか、東インドの住民は戦争もしていないし、ポルトガル人には戦争を行う正当な理由もなかった。以上の理由からグロティウスは、東インドに対する支配権は東インド住民自身のものであって、東インドはポルトガルの支配に服するわけではない、と説いた。

#### 海洋の自由
全体の構成からみれば海洋の自由については通商の自由の論拠の一部として述べられているにしか過ぎないが、しかし『自由海論』のなかでは海洋の自由に関する記述も重要な部分を占めているといえる。その理由として海洋の自由を解説した文章量が本書全体の中で占める割合が指摘される。おもに海洋の自由を記述しているのは第5-7章であるが、第5章に23頁、第7章に13頁が費やされており、第5-7章だけで全66頁の本文の中の38頁半を占めている。この海洋の自由について述べている5-7章の中でも、特に初版の第13頁中ほどから第36頁中ほどまでの、本文全体の3分の1である23頁を占める第5章が海洋の自由を述べた個所としては最も重要といえる。
グロティウスは人間による所有や占有の対象となるものとならないものとを分け、そのような対象とならないものは自然法や万民法（#自然法と万民法も参照）によりすべての人が共通に使用することができるとした。そして海はそのような所有や占有をすることができないものに該当するとし、その理由として2つの点を挙げた。ひとつは自然的理由である。これによると、物の私的所有は占有によって行われ、占有は明確な境界を定めることによって可能であるが、海は流動的であり広大であるためそのような境界の設定が不可能で、そのために海を占有することはできず私的所有の対象とはならないとしたのである。そして占有できないもうひとつの理由として、道徳的理由を論じた。つまり、占有することが不可能なものか、またはこれまでに一度も占有されたことがないものは誰の財産にもならず、もしそのようなものを誰かが使用したとしても、後にまた誰かが使用できるようなかたちで永久に存在し続けなければならない。土地は私的所有によって分割されたが、交通の手段である海は他人に害することなく利用することが可能であるためすべての人による利用が可能な万民の共有物に該当し、海が私的所有の対象とはならないことは全人類の合意である、と。ただしこのような海洋の自由の例外として、杭を打って囲い込んだ魚の生洲のように、海の「狭い部分」については一時的に占有することもできるが、問題とされているのはそのような海ではなく大洋であり、ヨーロッパと東インドをつなぐ広大な海からポルトガル人は他国人を排除することはできないと説いた。このグロティウスが論じた海洋の自由に関する理論を発端として後に学術的な論争がおこり、近代的な海洋区分の成立を促す契機ともなった（#海洋論争も参照）。

### 通商の自由
グロティウスは以上を論拠として、ふたつ目の命題である通商の自由を説いた。グロティウスは資源や富が世界に偏在する状況を是正する必要から、通商権や交通権は普遍人類社会における基本的自然権であり、海はその権利実現のための重要な手段であると位置づけた。つまり、すべての生活必需品が世界中で入手できるわけではない以上、さまざまな場所で異なる生活必需品が生産され、それが民族間で交換されることによって人類社会が成り立っている。この相互依存関係を阻害することは人類社会を破壊するものであり、すべての民族は他の民族のところに行って通商を行うことが許されなければならない。君主や国家は自国民のところに他国民がやってきて通商することを妨げてはならないし、他国民同士が通商することに対しても妨害は許されない、としたのである。さらにもしも他国民同士が通商をすることを妨げるのならば、それは戦争の正当原因にもなるとした。そしてグロティウスはこれら海洋の自由と通商の自由を論拠として、ポルトガルは東インドにつながる航路を独占したりそこから他国を排除することは許されないと主張したのである。

### 結論
『自由海論』全体の結論は第13章に述べられている。その結論は、どのような状況であってもオランダ人は東インドとの通商を維持しなければならない、とするものである。この第13章は『捕獲法論』第12章の最後の個所から大幅に書き換えられており、章の題名となっている「平和のときでも、休戦のときでも、戦争のときでも」という点は、『自由海論』の初版が発行された1609年当時の事情を反映したものとされる。つまり本書初版が発行された当時は、スペインがオランダに対し東インド通商からの撤退を求めていた時期である（#出版の経緯参照）。そのような情勢下において、できれば平和条約の締結が最も望ましいけれども、そうではなく休戦条約が締結されるだけかもしれないし、それにすら失敗し戦争が続行されることになるかもしれない、そのような状況においてグロティウスは、「平和のときでも、休戦のときでも、戦争のときでも」オランダは東インドとの通商に関して、当時ポルトガルと密接な関係にありオランダの東インド通商に反対していたスペインに対し、譲歩すべきではないと主張したのである。

## 『捕獲法論』第12章との比較

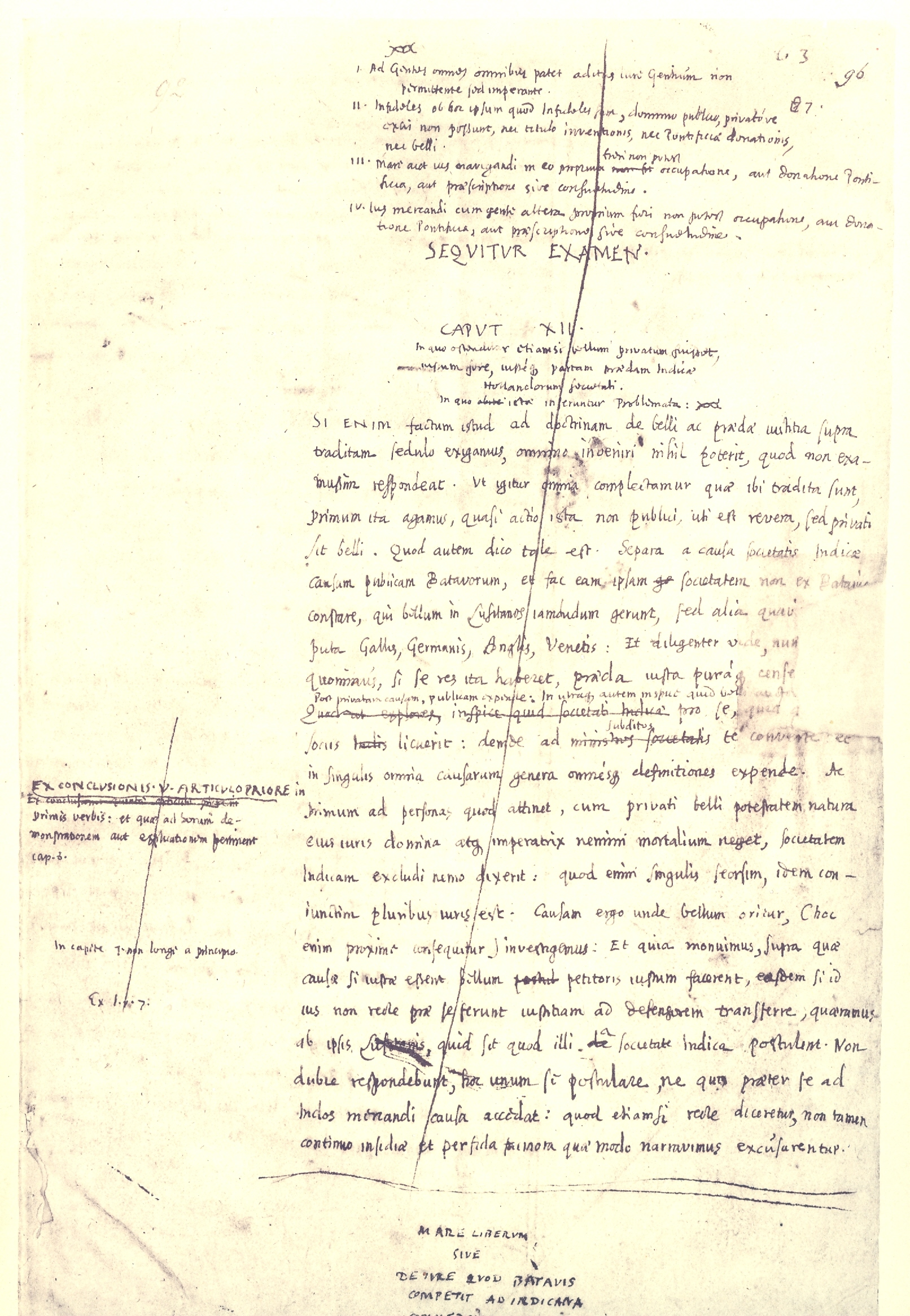
グロティウス直筆の『捕獲法論』の原稿のなかの、『自由海論』のもととなった第12章が始まる箇所。"CAPUT XII"と書かれている。

すでに述べたように『自由海論』は『捕獲法論』の第12章として書かれたものであったが、完全に同一というわけではない。『捕獲法論』第12章では『捕獲法論』の他の章と関連して述べられていた部分が除かれ、分量としてはおよそ7分の5が『自由海論』としてまとめられた。まず『自由海論』では『捕獲法論』第12章のまえがきに相当する最初の1頁程度が削除され、それに代わり序文「キリスト教世界の諸君主と自由な諸国民に対して」が加えられている。また不当な通商の禁止が戦争の正当原因となることが述べられた『捕獲法論』第12章のおわり約18頁半程度が削除され、その一部が『自由海論』では全体の結論を述べた第13章として書きかえられているが、これは通商の自由を主題とした『自由海論』では不要であったためといわれる。これらの修正によって論旨は大きく変化している。また『自由海論』第1章の書き出し3行程度の文章と、『自由海論』第12章のおわりのところも『捕獲法論』の該当する個所をそのまま用いた文章ではなく、『捕獲法論』の他の個所にある記述をここに加えたり、『捕獲法論』にはあった記述を省いたりといった修正がみられる。これら以外にも、用語が訂正されたり文章が省略されたところが確認される。『捕獲法論』は前述のとおり1603年に東インド会社がポルトガルの商船カタリナ号を捕獲したことを弁護するために書かれたものであったが、その構成は大きく分けて3つにわけることができる。第1はグロティウスの法律思想や正当戦争、捕獲権行使に関する基礎理論であり、第2がオランダ人に対するポルトガル人の通商妨害やカタリナ号捕獲事件に関する歴史的事実、そして第3が第1の部分（基礎理論）を第2の部分（歴史的事実）に当てはめカタリナ号捕獲の正当性を論証し、問題の解決を図ったものである。『自由海論』のもととなった第12章はこのうちの捕獲の正当性を論証した第3の部分に当たるが、この第3の部分も3つに分けられる。第1は法律的見地からの論証（第12-13章）、第2は道徳的見地からみた論証（第14章）、そして第3が有利、有益という見地からみた論証（第15章）である。第12章は全体からみれば法律的見地からみた論証を行った個所の一部であり、具体的には私戦という観点からのみ論証した部分であった。つまり『捕獲法論』第12章はもともと、東インド会社が行った戦争が仮に私戦に当たるのだとしても、それは正当なものであった、ということを論じていたのである。このように『捕獲法論』第12章は全体的議論の中の一部を論じたものにしかすぎず、そのまま抜き出したとしてもまとまった著書とはなりえない。前述のような修正はそのような必要からなされたものといえる。

## 思想的背景

### 影響を受けた先人
グロティウスが海洋の自由や通商の自由を述べるにあたって論拠としたのは、 普遍的人類社会の思想である。つまり、すべての人間は人間の本質に従い普遍的な社会を構成し、その社会ではすべての人に当てはまる共通の法（万民法）が存在し、その法によりすべての人に基本的な権利が保障される、という考え方である。『自由海論』に示されたグロティウスのこうした思想に影響を与えた先駆者として、まずフランシスコ・デ・ビトリアが挙げられる。ビトリアは著書『インディオについての特別講義』(Relectio de Indis)の中で、普遍的人類社会の思想を背景にすべての人は自由に交通して他の民族と交際する基本的な権利を有することを述べた。ビトリアが主として説いたのは交通権の理論であって海洋の自由についてはそれほど詳しく述べていたわけではなかったが、グロティウスよりも以前に海洋の自由を説いた代表的な学者のひとりであり、実際に『自由海論』の各所でビトリアの説の引用がみられる。また『自由海論』では、そのビトリアの影響を受けたスペインの学者フェルディナンド・バスケスの言葉も詳細に引用している。特に第7章では、普遍的人類社会に共通の万民法についてバスケスの言葉をそのまま引用している。ただしバスケスの思想はビトリアの思想をそのまま受け継いだものであり、基本的には同一のものである。すでに述べたように『自由海論』はスペインとポルトガルによる大洋領有の主張に対する反論として著わされたものであったが、スペインに反論するためにわざわざスペイン人の論説を持ち出したと見ることもできる。また『自由海論』はイタリアのアルベリクス・ゲンティリスの影響も強く受けている。例えば『自由海論』第1章は、ゲンティリスの著書『戦争の法』(De jure belli)の第1巻第19章についてほとんどそのまま述べたものともいわれる。グロティウスがゲンティリスから受けた影響は『自由海論』だけでなく、グロティウスのもう一つの代表的著書『戦争と平和の法』(De jure belli ac pacis)にもみられる。また航行や通商の自由の原則は、こうしたヨーロッパの論者だけでなく、インド洋や他のアジア諸国の間でも古くから存在した。紀元1世紀ごろからローマとインド洋諸国は海上通商をしており、西ヨーロッパ諸国のアジア進出以前からすでに海洋や通商の自由の原則は慣習法となっていた。13世紀末のマカッサルやマラッカの海事法ではこうした慣習法の法典化もなされている。グロティウスは『自由海論』の執筆にあたってこうしたアジアの伝統も参考にしたといわれる。

### 自然法と万民法
グロティウスが述べる自然法と万民法の関係は複雑である。グロティウスは『自由海論』、ひいては『捕獲法論』の中で、自然法を第一の自然法と第二の自然法、万民法を第一の万民法と第二の万民法にわけて論じている。第一の自然法とは神の意志のあらわれであり、人間だけでなくすべての神の被創造物に当てはまる共通の法としている。第二の自然法とは第一の自然法が理性を有する人間に反映したもので、そのため第二の自然法は理性を有する人間にのみ共通の法だとしている。さらに第一の万民法とは、全人類の合意に基づく法であり、理性を有する人間に共通な法であることからグロティウスは第一の万民法を第二の自然法と同一視する。これに対し第二の万民法とは、第一の万民法と市民社会の法との混合の法であり、グロティウスは第二の万民法を実定法だと論じている。『自由海論』は主にオランダや東インド会社の主張を正当化するために出版されたものであるため、自然法や万民法の関係について述べている個所は限定されており、これらの関係について全面的に述べている個所はない。そうした『自由海論』の中で自然法と万民法の関係についてまとまった形で述べているのは第7章でフェルナンド・バスケスの理論の引用として述べている個所であった。そこでは、神の摂理に基づく不可変的な自然法の一部が第一万民法であり、これを可変的で実定的な第二の万民法と区別し、第一の万民法によって海における漁業や航行は全人類に共有であり、第二の万民法によって陸地や河川は分割されているとされた。このように『自由海論』では第一の万民法と第二の万民法とを区別するが、第一の自然法と第二の自然法の区別について述べた個所はない。しかし『捕獲法論』にはこうした自然法と万民法の対応関係について述べた個所があることから、『自由海論』においても同様の考え方をとっていると考えられている。

## 影響

### 英蘭漁業紛争
オランダとスペインの紛争は1609年から1621年までの休戦状態を除いて1648年のミュンスター条約締結まで続き、結局『自由海論』が両国の和平交渉に資することはなかった。そればかりか、『自由海論』の刊行はオランダとイギリス間の1世紀以上にも及ぶ論争の発端となってしまった。イギリス国王ジェームズ1世は『自由海論』に触発され、同書が出版された直後の1609年5月にイギリス沿岸の海における漁業を規制する旨の布告を発した。こうした情勢の中でイギリスとオランダは東インドとの香辛料の貿易について交渉を行うこととなり、1613年3月22日、グロティウスはオランダ東インド会社の通商を巡るイギリスとの交渉のための外交使節団の一員に任命され、ロンドンに行くこととなる。イギリスでは1614年にグロティウスの名が記された『自由海論』オランダ語訳が出版される前の1613年には、『自由海論』の著者がグロティウスであることが知られていたといわれる。この交渉において『自由海論』で海洋や通商の自由を説いたグロティウスは、東インドとの香辛料貿易の実質的独占をねらうオランダの立場を弁護することを任務としたのである。ここでグロティウスは次のように主張した。契約の権利はすべての人に認められた権利であり、オランダは契約した者に対してだけ商品を販売する契約をしたにしかすぎないため、航行の自由を侵害したこともなければ通商の全面的独占をはかろうとしているわけではない、と。グロティウスはこうした主張を『戦争と平和の法』の中でも述べている。このようなグロティウスの主張が『自由海論』で述べられた理論に適合するものであったかについては見解が分かれる。『自由海論』に適合するという立場によれば、グロティウスは個別の契約による独占に関する事例を述べているにしかすぎず、より全体的な航行や通商の自由に関する理論は維持されているという。しかし一方で、オランダが香辛料貿易の独占を主張している以上そうした全体的な理論への適合性には意味がないとする指摘もある。いずれにせよ『自由海論』で航行や通商の自由を説いたグロティウスにとって、香辛料貿易の独占をねらう自国の立場を擁護することは容易なことではなかったといわれる。結局この交渉ではオランダとイギリスは有意な成果を上げることはできなかった。イギリスとオランダの交渉は1615年にも行われ、グロティウスもこれに参加したが、やはり両国は合意に達することができなかった。その後ジェームス1世のあとを継いだチャールズ1世は、1633年の布告などで新大陸へと続く大洋、そして「イギリスの海」の支配を宣言した。そして1651年にイギリスが航海法を制定したことにより、イギリスとオランダは3度にわたり戦争(英蘭戦争)をすることとなったのである。

### 海洋論争

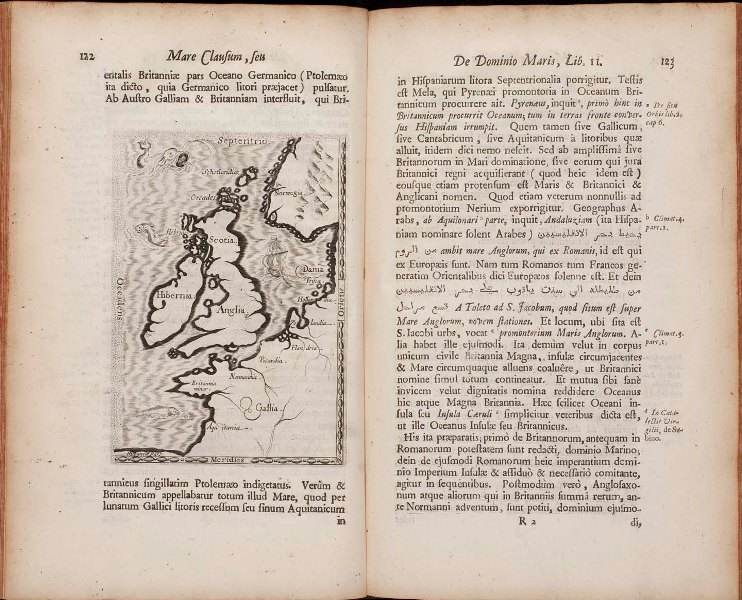
ジョン・セルデン著、『閉鎖海論』、122-123頁。イギリス近海の地図が描かれている。『自由海論』への反駁としては最も有名である。

学説上もグロティウスが説いた海洋の自由の理論に対しては多くの学者が反論し、1610年代から30年代にかけて『自由海論』に反駁する著書が多く出版された。例えば自国を擁護する観点から、ポルトガルのセラフィム・ジ・フレイタスは『アジアにおけるポルトガル人の正当な支配について』(De justo imperio Lusitanorum asiatico, 1625)を、スペインのフアン・ソロルサノ・ペレイラは『インド法』(De Indiarum jure, 1629)を著わした。またイギリスのウィリアム・ウェルウッドは『海法要義』(An Abridgement of All Sea-Lawes, 1613年)、『海洋領有論』(De dominio maris, 1615年)などを著わしグロティウスに反論した。ウェルウッドの反論に対しグロティウスは『ウィリアム・ウェルウッドによって反論された自由海論第5章の弁明』(Defensio Capitis Quinti Maris Liberi Oppugnati a Guilielmo Welwodo)を執筆し再度海洋の自由を主張しようとしたが、これは未完成でありグロティウスによって出版されることはなく、『捕獲法論』の原稿とともに1864年に発見され1872年にサミュエル・ムーラー著『閉鎖海論』(Mare clausum)の付録として出版された。これはグロティウス自身が書いた唯一の反論であるといわれる。イギリスのジョン・セルデンが著わした『閉鎖海論』(Mare clausum, 1635年)は『自由海論』に反駁した書籍のなかでも最も有名な著書である。セルデンはこのなかで、海水は流動的であっても海そのものが変化するわけではないため海の物理的な支配が可能であるとし（グロティウスが説いた自然的理由の否定）、海は無尽蔵ではなく航行・漁業・通商などによって海の利益は減少するため万民の共同使用に適しているという主張は事実に反する（グロティウスが説いた道徳的理由の否定）としたのである。前述のようにこの時期イギリスは「イギリスの海」を主張し自国沿岸の漁業独占を目指していて、とくにイギリスの学者たちはイギリスのこうした立場を正当化するために『自由海論』に反論した。つまりグロティウスはオランダの東インドへの航行の自由の論拠として海洋の自由を主張したのに対し、セルデンはイギリスによる近海漁業の支配の論拠として海が領有可能であることを主張したのである。『閉鎖海論』の出版当時には『自由海論』よりも大きな支持を集め、また『閉鎖海論』ほうがより当時の諸国の慣行に一致していたともいわれる。こうして17世紀前半に展開された学術的論争は「海洋論争」といわれ、近代の海洋法形成の契機となった。

### 公海自由の確立
その後諸国は『自由海論』で説かれた理論を大筋で採用する方向へと向かっていく。それは、公海を領有するのに必要な費用に比べ、領有した場合に得られる見返りの少なさからグロティウスの結論が支持されていったためであるといわれる。例えばザミュエル・フォン・プーフェンドルフは、海の占有自体は陸地から管理したり軍艦による監視などで不可能ではない（グロティウスの自然的理由の否定）とはしたものの、実際にはこうした管理を行うのは非常に困難でそれに報いるだけの収益も期待できないとしたのである。しかし同時にプーフェンドルフは、海の使用法の中には確かに航行のような他人に害を与えない活動もあるが、漁業のように資源が無尽蔵ではないものや、海岸に近接した外国軍艦の航行のように沿岸住民に脅威を与えるような使用法もある（グロティウスの道徳的理由の否定）とし、そのため沿岸の住民が自国沿岸の海を自国の海とすることには正当な理由があると説き、逆に沿岸に近接する海を超えて大洋の独占を主張し他国の平和的な航行までを禁じることは許されないとした。つまりプーフェンドルフは沿岸海域と大洋とを区別して論じたのである。「海洋論争」の時代には沿岸からの距離によって区分することなく海洋全般について論じられたが、こうしてこの時代には沿岸から一定の幅の「狭い領海」とその外側の「広い公海」を認めるという、領有できる海とできない海とを分ける考え方が広まっていった。こうした海をふたつに分ける考え方についてグロティウス自身も、1637年の在ハーグスウェーデン使節カメラリウス宛の書簡の中で、海のどの範囲までが各人に属するのかが重要であることを述べている。この書簡の一節を根拠にグロティウスが後の領海制度と同様の、沿岸から一定幅の海域の領有について認めたといいうるかは論者によって意見が分かれるところである。しかしこの書簡から、グロティウス自身も『自由海論』の中で述べたのと全く同じ海洋の自由の思想をその後も抱き続けたわけではないといえる。実際に、グロティウスが後に著わした『戦争と平和の法』第2巻第3章では海の先占について論じているが、そこでは湾や海峡のような陸地に囲まれている海を沿岸国が領有することは自然法に反しないとしている。その後18世紀中ごろには海を領海と公海との二つの部分に分け、公海ではすべての国が領有が禁止され、すべての国による使用が認められるという考え方が学説上確立し、19世紀はじめまでにこうした考えは当時の国際社会から受け入れられ慣習国際法として成立したのである。

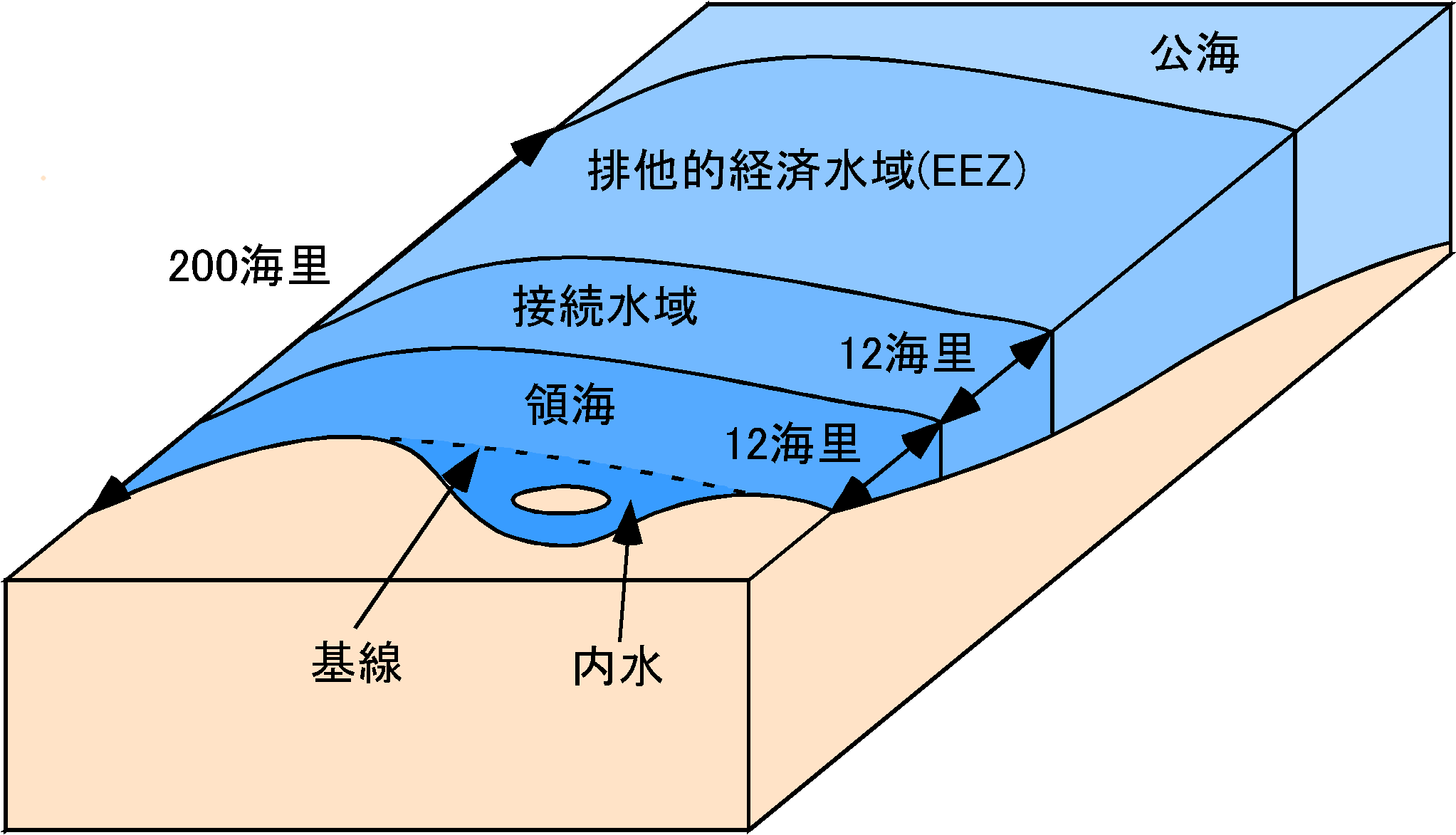
国連海洋法条約による現代の海域の区分。

### 現代海洋法と『自由海論』
現代ではこのような公海自由の原則が慣習国際法として確立しているだけでなく、1958年の公海条約第1条や1982年の国連海洋法条約第86条、第89条では国家による公海の領有や排他的支配が禁止され、国連海洋法条約第87条第1項では公海使用の自由が認められる範囲が定められたが、こうした現代の公海自由に関する国際制度はグロティウスが『自由海論』で論じた理論に起源を持つとされている。しかし19世紀から20世紀前半では公海と、沿岸国の領域とみなされる領海を大きくふたつに分けるという考え方が一般的であったが、1982年の国連海洋法条約では沿岸国に基線から200海里までの排他的経済水域が認められることとなった。これにより世界の海は法的には領海、排他的経済水域、公海という3つの区域に大きく分けられることとなり、『自由海論』で述べられた海洋の自由が現代でも妥当する領域、つまり公海の範囲は大幅に減少して、現代ではグロティウスが説いた海洋の自由は後退することとなった。またグロティウスは『自由海論』の中で海は他人に害することなく利用することが可能な共有物としたが、環境保護の観点からこのような考え方も現代社会に妥当するとは言えない。『自由海論』が執筆された17世紀当時は海洋資源の枯渇の問題は差し迫ったものではなかったが、技術の進歩により20世紀以降は海の資源が有限ということが認識されるようになっている。